# Nichols Rock
Nichols Rock är en kulle i Antarktis. Den ligger i Västantarktis. Inget land gör anspråk på området. Toppen på Nichols Rock är 603 meter över havet, eller 32 meter över den omgivande terrängen. Bredden vid basen är 1,6 km.
Terrängen runt Nichols Rock är huvudsakligen platt, men österut är den kuperad. Trakten är obefolkad. Det finns inga samhällen i närheten. 